# 艾蜜莉·瑞特考斯基
艾蜜莉·奧哈拉·瑞特考斯基（英語：Emily O'Hara Ratajkowski，/ˌrɑːtaɪˈkoʊski/，1991年6月7日—）是一位美國模特兒及女演員。她因為參與演出羅賓·西克的單曲〈模糊界線〉（Blurred Lines）音樂錄影帶而聲名大噪。

## 早年生活
瑞特考斯基出生於倫敦西敏，雙親皆為歐裔美國人。她的母親凱瑟琳·安·貝格利（Kathleen Anne Balgley）是一位英语教授，曾任教於UCLA和聖路易斯-奧比斯保的加州理工州立大學」。她的父親約翰·大衛·瑞特考斯基（John David Ratajkowski）是一位畫家，專長為抽象畫與人像畫，之後更於瑞特考斯基的高中，位於加州恩西尼塔斯的聖地牙哥學院任職美術老師。瑞特考斯基的父親有愛爾蘭血統和波蘭血統，母親有愛爾蘭血統、德國血統和波蘭猶太人血統。瑞特考斯基的外祖父Ely D. Balgley是猶太人。瑞特考斯基的外祖母有愛爾蘭血統和德國血統。
瑞特考斯基在美國加州恩西尼塔斯長大。她年輕時曾住過歐洲許多地方，童年則在馬約卡島及愛爾蘭島的班特里。
瑞特考斯基在14歲時被福特模特兒簽下。此時她正就讀於聖地牙哥的高中聖地牙哥學院，同時在洛杉磯擔任模特兒之後進入洛杉磯加利福尼亞大學就讀一年後，決定專職於模特兒事業。

## 模特兒生涯
瑞特考斯基在14歲時被福特模特兒簽下，但是她完成高中學業並且於大學就讀一年。她曾於永遠21和諾德斯特龍百貨公司任職，在與攝影師東尼·杜蘭合作拍攝許多的宣傳後成為了時尚模特兒。
做為一位演員，瑞特考斯基最著名的是於2009年至2010年間在尼可國際兒童頻道的《愛卡莉》主演「塔莎」（Tasha）一角。之後她被導演大衛·芬奇相中，演出於2014年10月上映的懸疑驚悚片。
2012年也在泰歐·克魯斯的〈Fast Car〉音樂錄影帶中擔任女主角。
瑞特考斯基拍攝更多的時尚雜誌，更以全裸出現於《Treats! Magazine》雜誌，這也使得她不需要試鏡便獲得兩部高知名度的音樂錄影帶演出機會。
她與攝影師東尼·凱利合作拍攝《GQ Turkey》。
於2012年8月與莎拉·簡·安德伍德一同出演美國速食連鎖店Carl's Jr.的電視廣告。
2013年9月由攝影師布魯斯·韋伯拍攝於卡琳·洛菲德的雜誌《CR Fashion Book》封面。
2014年2月，瑞特考斯基成為運動畫刊泳裝特輯中12位新秀泳裝模特兒的其中一位。

### 《模糊界線》演出
2013年，瑞特考斯基演出兩部音樂錄影帶：羅賓·西克、T.I.和菲瑞·威廉斯的〈模糊界線〉（"Blurred Lines"）以及魔力紅的〈愛情一場〉（"Love Somebody"）。她於〈模糊界線〉中裸露上身跳舞的具爭議演出，非常引人注目。YouTube則因為這部影片的情色內容違反了它的社群條款，而禁止播放這部影片的清晰版本，但在2013年7月便恢復了。
而在《君子雜誌》訪問她是否認為這部影片有性別歧視，瑞特考斯基表示她不認為有。在一場單獨採訪中，她說道「我認為有各種不同的裸體，和不同的性感，明顯地，我們很難去區分這兩者。我認為這部影片優美、漂亮且並沒有任何令人反感的地方。」（I think there's different kinds of nudity, and there's different kinds of sexiness, and obviously it's hard to distinguish those things. I think that the video was tasteful, beautiful, and there's nothing offensive about it.）此外，瑞特考斯基表示她是以一種「這些女士帶有點愚蠢和挖苦」（these ladies being silly and a little sarcastic）的方式來詮釋這部影片。

## 作品列表

### 電影
| 年份 | 片名                | 角色                                | 备注                     |
| ---- | ------------------- | ----------------------------------- | ------------------------ |
| 2004 | Andrew's Alteration | 小女孩                              | 短片                     |
| 2005 | A Year and a Day    | 小女孩                              |                          |
| 2014 | 控制                | 安蒂·菲茲傑拉德（Andie Fitzgerald） | 尼克外遇的對象（大學生） |
| 2015 | 2015大明星小跟班    | 本人                                | 客串                     |
| 2015 | 音浪青春            | Sophie                              |                          |
| 2017 | Cruise              | Jessica Weintraub                   |                          |
| 2018 | 姐就是美            | Mallory                             |                          |
| 2018 | 闇黑奪殺令          | 女鄰居Veronique                     |                          |
| 2018 | 凶宅勿近            | 凱西                                |                          |
| 2018 | 美利坚网红帝国      | 本人                                |                          |
| 2019 | 謊言與偷竊          | Elyse                               |                          |

## 外部連結
- 官方网站
- Emily Ratajkowski在互联网电影资料库（IMDb）上的資料（英文）
- Emily Ratajkowski於模特兒目錄（Fashion Model Directory）的相關資料
- Emily Ratajkowski的Facebook專頁
- Emily Ratajkowski的Instagram帳戶
- Emily Ratajkowski (emrata)的X（前Twitter）